# Seychelles Coast Guard
La Seychelles Coast Guard è una delle 4 branche delle forze armate delle Seychelles. 
Dispone di diversi vascelli: tra queste la Fortune, di costruzione russa, la Andromanche e la Scorpio, prodotte in Italia.
Formata nel 1992, si occupa del controllo delle coste dell'arcipelago dalla pirateria, della ricerca di navi in difficoltà ed anche della protezione ambientale. Una delle sue azioni più note è lo scontro del 30 marzo 2010: tre vascelli dei pirati somali furono affondati e 9 pirati catturati.